# 軍棋
軍棋（チュンチー、ぐんき）は、陸戦棋（ルーチャンチー、りくせんき）や陸軍棋（りくぐんき）ともいい、2人で行う中国のボードゲームである。4人で行う軍棋も存在する。闘獣棋、軍人将棋、フィリピンの「サルパカン（Game of the Generals）」、および西洋の盤上遊戯「ストラテゴ」(en)によく似ている。相手の駒の配置に関して限定的な知識しか得られないため、不完全情報ゲームに属する。

## ゲームの目的
軍棋の目的は、敵の防御を破り、その軍旗を奪うことにある。味方の軍旗は敵に取られないようにする必要がある。
パスはできない。自分の番になったとき、どの駒も動かすことができなければ、負けになる。投了した場合も負けである。

## 盤

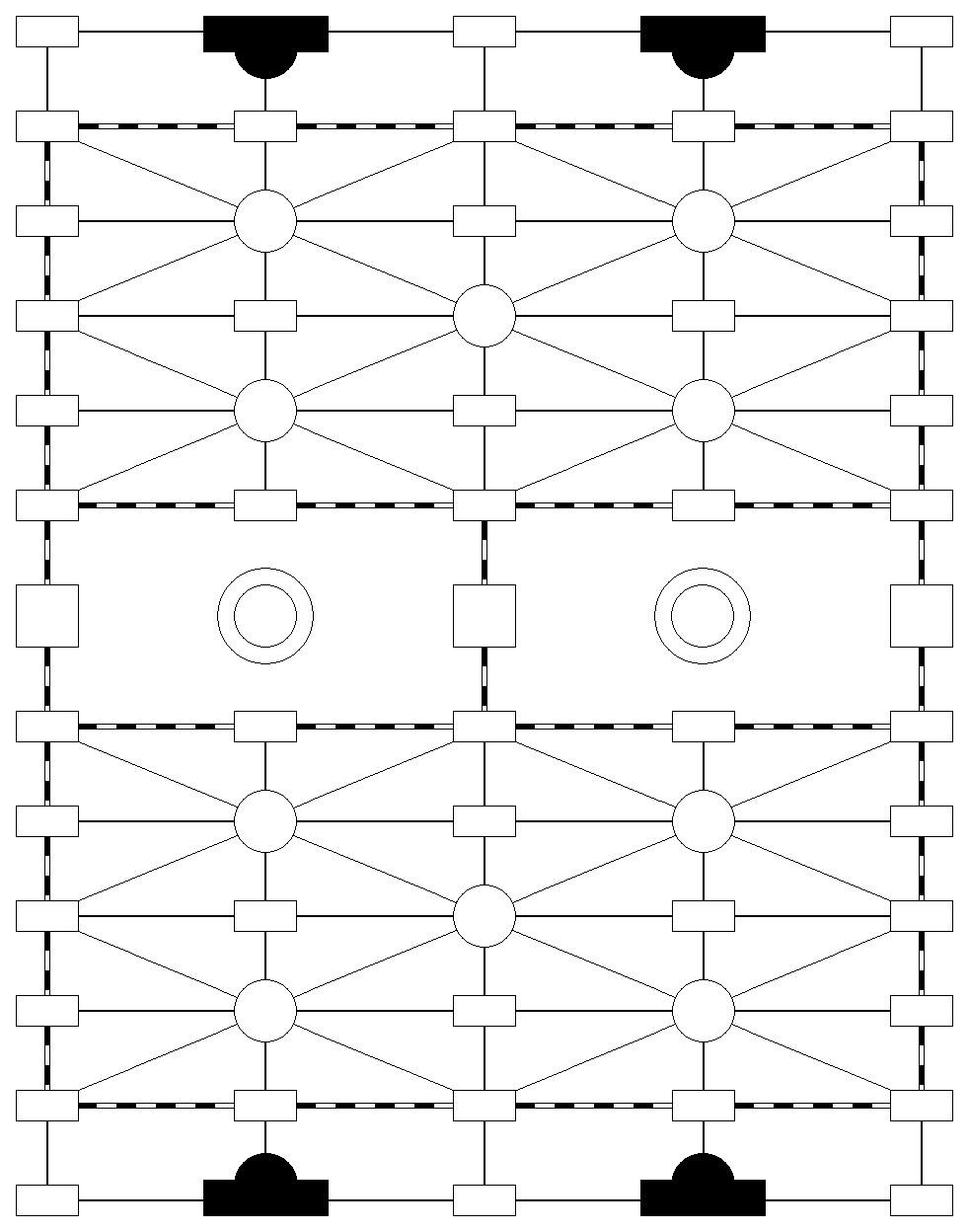
2人制軍棋の盤

自陣と敵陣はそれぞれ縦に5本、横に6本の線（道路または線路）および斜線が引かれており、駒は線の交点（30個）のいずれかの場所に置かれる。両陣は3本の縦線で結ばれている。
軍棋の盤にはさまざまな意匠がほどこされている。駒の動かし方に関して、それぞれ異なる機能をもっている。
- 兵站 - 盤上に長方形で記された通常の場所。駒を動かしてそこに置いたり、そこにいる駒を攻撃して取ったりできる。
- 公路（道路）- 通常は盤上に細い直線で記す。駒はこの線に沿って、ある場所から別の場所に動かすことができる。
- 鉄路（線路）- 通常は盤上に太い直線で記す（右の図では地図の線路記号と同様に描かれている）。駒は線路にそっていくらでも直進できる。ただし途中に他の駒があると、そこから先に進むことはできない。
- 行営 – 盤上に円で記されている。各陣に5つずつある。行営に置かれた駒は敵から攻撃されない。
- 山界 – 2か所にある（図で二重丸で囲った箇所）。駒をここに動かすことはできない。そのため、ゲーム内では無いものとして扱われる。無くてもゲームには影響しないため、書かれていないものもある[要出典]
- 前線 – 自陣と敵陣の間に3箇所ある。この3か所を通ってのみ、敵陣にはいることができる。駒は前線に止まることはできない。前線は通り越さなければならない。
- 大本営 – 陣地の一番下（第6段）の両側中央よりに2か所存在する。軍旗はこの2か所のいずれかに置く必要がある。大本営に置かれた駒は、ゲームが開始した後は動かすことができない。

## 駒

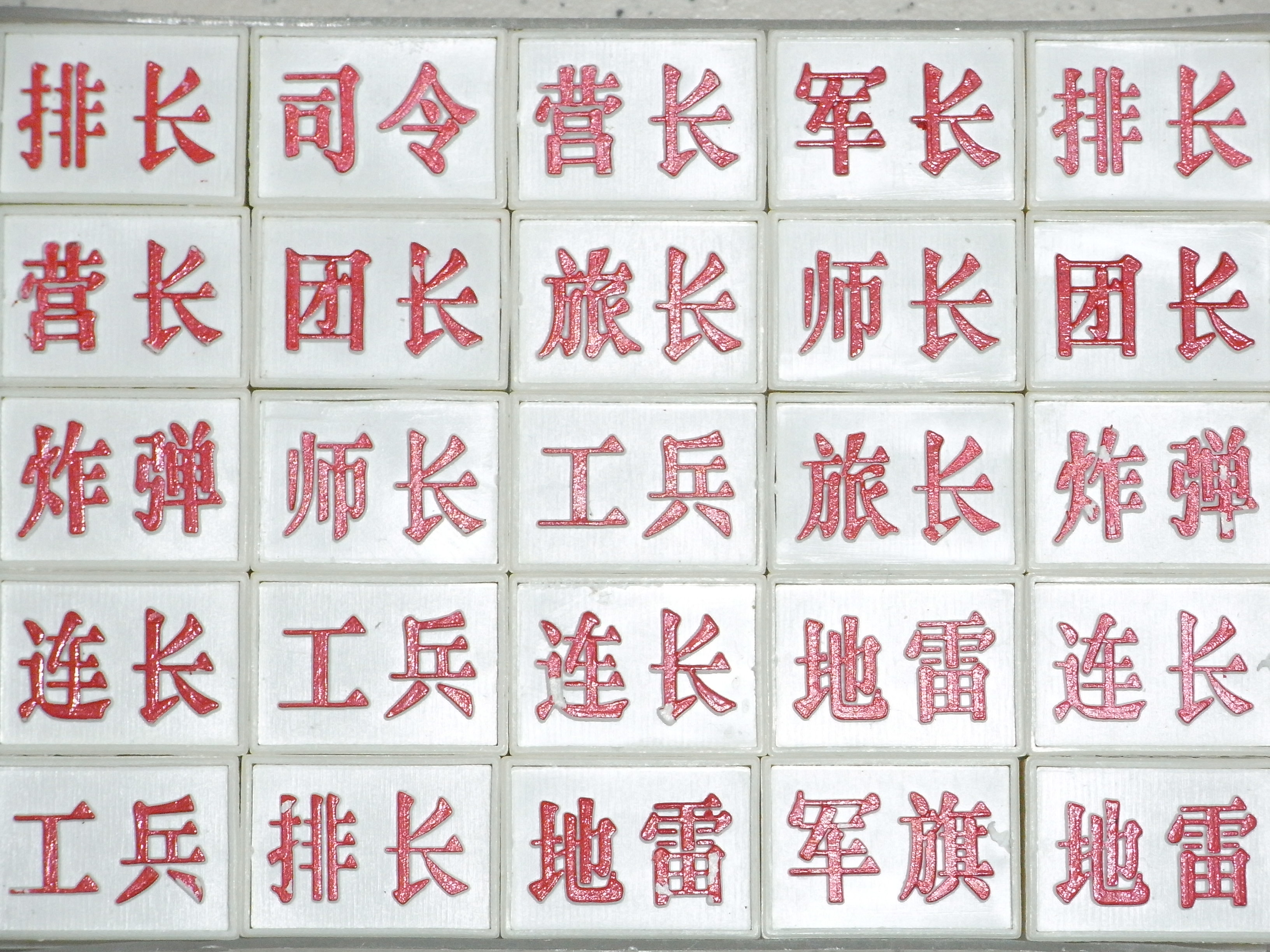
駒

各競技者ごとに12種類25枚の駒がある。駒の片面に駒の名前が記されており、もう一面はどの駒も同じになっている。以下に駒の一覧を記す。基本的に階級の高い順に記したが、一部特殊ルールがある(詳細は軍棋#特殊な駒を参照)。階級の高い駒は階級の低い駒を取ることができる。階級が等しい場合は相打ちになり、両者とも盤から取り除く。
| 名称 | 日本語の意味 | 枚数 |
| ---- | ------------ | ---- |
| 司令 | 司令         | 1    |
| 軍長 | 軍団長       | 1    |
| 師長 | 師団長       | 2    |
| 旅長 | 旅団長       | 2    |
| 団長 | 連隊長       | 2    |
| 営長 | 大隊長       | 2    |
| 連長 | 中隊長       | 3    |
| 排長 | 小隊長       | 3    |
| 工兵 | 工兵         | 3    |
| 炸弾 | 爆弾         | 2    |
| 地雷 | 地雷         | 3    |
| 軍旗 | 軍旗         | 1    |

### 駒の階級
駒の階級は、司令>軍長>師長>旅長>団長>営長>連長>排長>工兵>軍旗であり、階級の高い駒と低い駒では階級の高い駒の方が勝つ。それ以外のケースについては特殊的であるので、後述（「特殊な駒」を参照）。

### 特殊な駒
このうちいくつかは特別な能力をもっている。
- 工兵は線路を進むときに途中で曲がることができる。工兵はまた地雷を取ることができる。
- 炸弾が他の駒とぶつかった場合、敵味方とも相打ちになる。炸弾は敵の軍旗を取ることができる。炸弾をゲームの最初に1段め（自陣の一番上）に置くことはできない。
- 地雷は攻撃してきた駒を（工兵が地雷を除去ことができるのを除いて）すべて破壊するため、攻撃できない。攻撃されたときに地雷ごと相打ちになるルールと、地雷は除かれないルールが存在する。どちらのルールでも炸弾と地雷は相打ちになる。ゲームの最初には、地雷は5段目か6段目にしか置くことができない（大本営に置くのは構わない）。地雷は最初に置いた場所から動かすことができない。
- 軍旗 は上から6段めに2つある大本営のどちらかに置く必要がある。軍旗は動けない。軍旗を取った場合、攻撃側の勝利となり、そこでゲームは終了する[2]。また、司令が取られたときには、軍旗を表返して相手に見せなければならない。

## ゲームの進め方
競技者は、それぞれ駒を自陣内に並べる。駒の名前を記した側を自分に向けて、敵に見せないようにする。ルールによっては表を向けて、敵に見せるやり方もある。すべての駒は兵站か大本営のいずれかに置かなければならない（最初に駒を並べるときには、5つの行営には駒を置けない）。炸弾は1段めに置いてはならない。地雷は下の2段のいずれかに置く。軍旗は大本営の1つに置く。
それから交代に、一度にひとつの駒を動かす。駒は道路でつながった隣の場所に動かすか、または線路を使って遠くに動かすことができる。自分の他の駒がいる兵站（公営・大本営含む）や、相手の駒がいる行営に動かすことはできない。
駒を動かした先に敵の駒がいる場合、2つの駒の階級を（競技者自身または「独立した審判」が）比較する。もし両者の階級が違う場合は、どちらからぶつかってきた場合であっても、位の高い方の駒を残し、位の低い方の駒は盤上から除く（ぶつかった駒に炸弾が含まれる場合は両者とも盤上から除く。また、地雷とそれ以外の駒がぶつかった場合については、基本的にはルールによって両者とも取り除かれるor地雷のみが残るが、例外として工兵がぶつかってきた場合は地雷のみを除き、炸弾がぶつかってきた場合は必ず両者とも除く）。もし両者の階級が等しければ、両者を盤上から除く。
司令が取られた（敵の司令に攻撃されるか、炸弾・地雷にぶつかるかして）場合は、軍旗を表返して軍旗の置かれた大本営を明らかにしなければならない。
敵の大本営に駒がはいった時、それが軍旗のある側であれば勝ちになる。もうひとつの大本営を選んでしまった場合は、通常のルールにしたがう。攻撃した側の駒が大本営にいた駒に勝った場合、勝った駒はそこに置かれ、それ以降動かすことはできなくなる。しかし、そこに自分の駒があることで、もう一方の大本営に軍旗が置かれていることが明らかになる。（このルールの存在しない変種もある）
階級の比較を行うための電子式の審判用機械もある。また、オンライン対戦の場合は、プログラムが階級の比較を行ってくれるので、審判は必要ない。

## 戦略
旅長や師長で敵の駒を攻撃するのはうまいやり方である。それが低位の駒なら取ってしまえるし、高位の駒なら、どこに高位の駒がいるかがわかるからである。低位の駒は敵の行営に侵入するのに適している。工兵は、地雷を除去して敵陣の5段目と6段目の道をあけるのに使用する。炸弾は誤爆を防ぐためにできるだけ早く行営に送りこむか、敵の司令や軍長が軍旗を取るのを防ぐために使うか、地雷を破壊するのに使う。地雷とその周囲の駒の配置は、大本営を安全に防御できるようによく注意して並べる必要がある。

## 4人制の軍棋

典型的な4人用の軍棋の盤

軍棋からの主な派生は、4人で遊べるようにしたもので、「四国軍棋」と呼ばれる。4人用の盤は2人用の盤をふたつ90度の角度で重ねあわせた形をしている。自分の反対側の競技者がチームを組み、もうひとつのチームと戦う（チームを組まずに4人が別々に戦うルールもある）。どちらかのチームの両方の競技者の軍旗が取られるか、両方とも相手を負かすことができなくなって両者が引き分けに同意したときにゲームは終了する。
軍旗を取られた競技者は、負けを認めて、自分の残りの駒を全部盤上から取り除く。勝つ見込みがないときは投了することもできる。その場合、反対側にいる仲間がまだゲームを続ける場合は、ゲームはそのまま進行するが、そうでなければ敵の勝ちになる。チームのひとりが負けを認めた場合でも、残った仲間があとのふたりを両方負かしてしまえば、勝ちになる。
4人の陣地がまじわる 9つの点は公共の領域に属する。線路には曲がった部分があるが、線路に関するルールは2人制の場合と同様である。駒を動かすときは黄色の線（公路）に沿って動かすことができるが、図の矢印のような動かしかたはできない。工兵はやはりこの制約があてはまらず、線路でいける所ならどこへでもいける。

## 変則ルール
軍棋にはさまざまな変則ルールが存在する。通常、ゲームをはじめる前に、どのルールを使用するかを競技者間で話し合う必要がある。

### 2人・4人共通
- 飛ぶ爆弾（炸弾満天飛）: このルールでは、炸弾が工兵と同じ動きをする。
- 爆発地雷（炸弾雷）: このルールでは、（工兵を除く）駒が地雷を取ろうとすると、駒だけが死ぬのではなく、駒と地雷が相打ちになる。工兵が地雷を取れることは変わらない。このルールは2人用により多く使われる。

### 2人用
- 軍旗をかつぐ: このローカルルールでは、軍旗を取っただけではゲームは終了しない。勝つためには、相手の軍旗を自分の軍旗のある場所まで「かついで」帰る必要がある。軍旗を運ぶ駒は通常と同様の動きをし、もしその駒が取られたら、軍旗はもとあった大本営に戻ってくる。また、このルールでは、大本営にはいった駒は動けなくならない。
- 駒をめくる（翻棋）: 暗棋 と同様、敵と味方の駒を裏返してシャッフルし、兵站または大本営に並べる。その後、交代に裏返しになった駒をめくる。どちらかが工兵をめくると、その工兵の色がめくった人の駒の色になる。その後は裏返った駒をめくるか、または表になった味方の駒を動かすことができる。大本営にはいっても駒は動けなくならない。敵の軍旗を自分の大本営まで運ぶことができれば勝ちである。ただし、軍旗を取る前に敵の地雷をすべて破壊しなければならない。また、軍旗を運べるのは工兵だけである。相手の動ける駒をなくしてしまっても勝ちである。このルールは、運に左右される比率が非常に大きい。

### 4人用
- 対家に見せる: このルールでは、競技者は同盟している人の駒を見る権利がある。すなわち、同盟側のすべての駒の階級を知ることができる（オンラインゲームの中には、同盟している人の駒が互いに見えるようになっているものもある）。
- 全部見せる（明棋）: このルールでは、駒を並べ終わったあと、すべての競技者が駒を表に向けて、すべての駒の階級がすべての競技者に見えるようにする。このルールでは、完全情報アブストラクトゲームになる。

## コンピューターやインターネットでの対局
軍棋は、オンライン対戦に向いた要素が多い。
- 審判がいらない
- うっかり他人に自分の駒をみられてしまう可能性がなくなる
- シャンチー・囲碁ほどの熟練を必要としないので、多くの人が参加できる

2000年前後に、4人制の軍棋を中心にオンライン対戦が盛んに行われ、一時は中国棋院に軍棋の部門を作ろうという動きもあったが、現在はそこまでの盛り上がりはなくなってしまった。
携帯ゲームなど、狭い画面で動作させる場合、駒の名前を1文字に省略することがある（司・軍・師・旅・団・営・連・排・兵・雷・弾・旗）。この場合、駒の形は正方形になる。